# Цветковые растения
Цветко́вые расте́ния, или Покры́тосеменны́е, устар. «Скрытносемянные» (лат. Magnoliophyta, или Angiospermae от др.-греч. ἀγγεῖον — сосуд, σπέρμα — семя) — в классификациях, предшествовавших системе APG, это отдел высших растений, отличительной особенностью которых является наличие цветка в качестве органа полового размножения и замкнутого вместилища у семяпочки (а затем и у происшедшего из неё семени, откуда и появилось название «покрытосеменные»). Ещё одна существенная особенность цветковых растений — двойное оплодотворение. Покрытосеменные, наряду с голосеменными (Gymnospermae), составляют одну из двух групп семенных растений (Spermatophytae).
В современной классификации APG IV (2016) традиционные научные латинские названия таксономических рангов выше Порядка (лат. ordo) не используются, вместо них употребляются англоязычные эквиваленты, сами ранги обозначаются общим термином клада. Отделу Цветковые растения в этой системе соответствует одноимённая Клада Цветковые растения, хотя и с отличным международным названием (англ. Angiosperms).

## Объём таксона
По числу видов цветковые растения превосходят все остальные группы высших растений.
В литературе приводятся разные данные о числе современных видов цветковых растений. В 2009 году была опубликована работа австралийского учёного Чапмана (A. D. Chapman) «Numbers of Living Species in Australia and the World», в которой он даёт обзор мнений по этому вопросу и делает вывод, что по состоянию на 2009 год можно оценить общее число описанных современных видов цветковых растений примерно в 269 тысяч, а общее число современных видов цветковых растений на нашей планете — примерно в 350 тысяч.
Число видов покрытосеменных, по данным Angiosperm Phylogeny Website на февраль 2010 года, составляет 271—272 тысячи, число родов — 13350—13400. Согласно информации из базы данных «Группы филогении покрытосеменных» (Angiosperm Phylogeny Group, APG) на сайте WFOPL по состоянию на июнь 2023 года насчитывается 341 145 видов цветковых растений, принадлежащих 16 076 родам и 419 семействам, составляющих 64 порядка.

## Морфологические особенности
Важнейшей особенностью цветковых растений является наличие специализированного генеративного органа — цветка, берущего на себя функции полового размножения и привлечения агентов опыления. Цветковые растения заключают свои семязачатки (семяпочки) в полость завязи, которая образована срастанием открытого плодолистика. Стенки завязи после оплодотворения разрастаются и видоизменяются, давая образование под названием плод.
В другой группе семенных растений, у голосеменных (Pinophyta, или Gymnospermae), семязачаток не скрыт от опыления, а семена не заключены в истинный плод, но иногда семя могут покрывать мясистые структуры, например, у представителей рода Тис.

## Происхождение

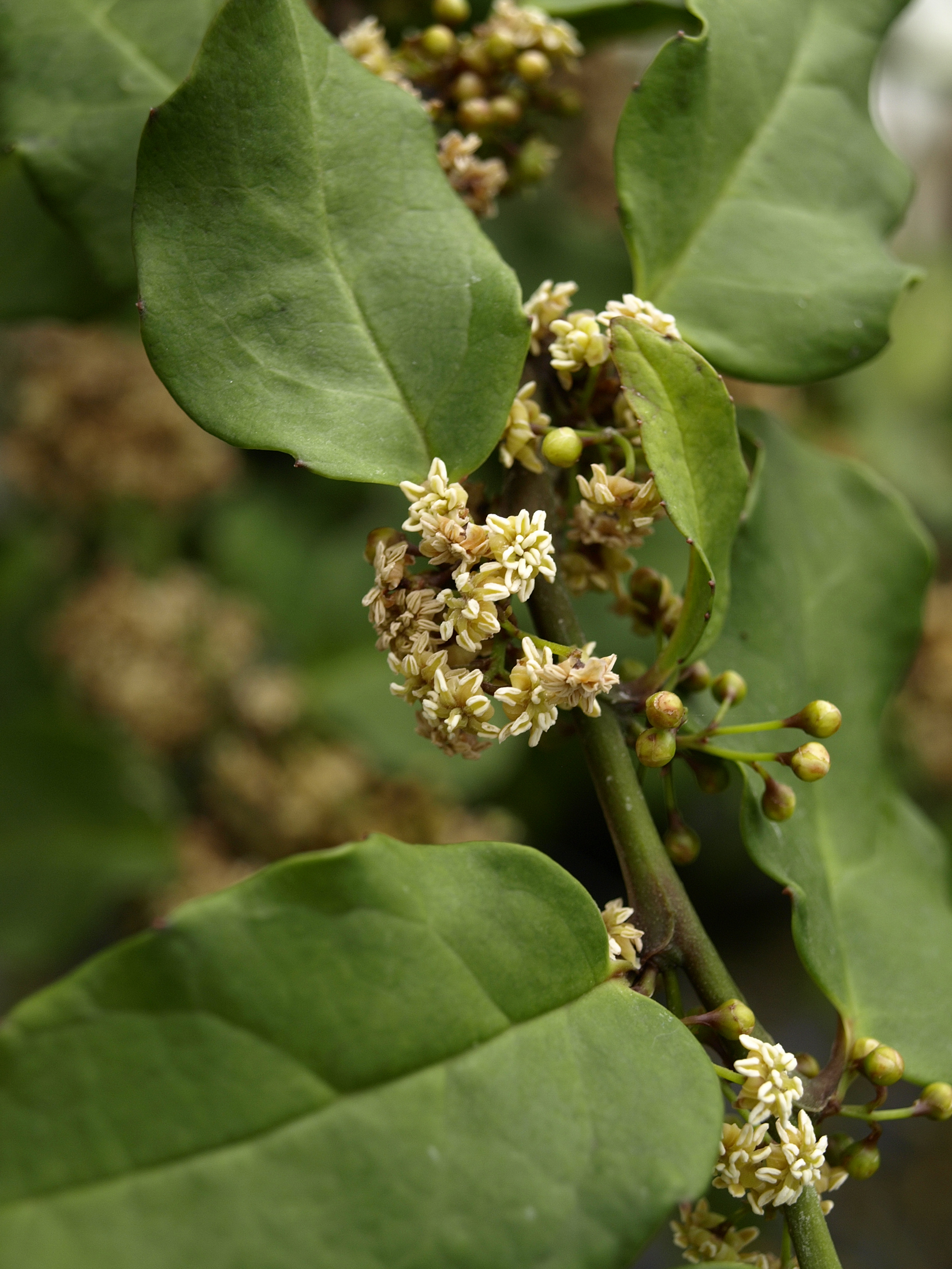
Амборелла волосистоножковая (Amborella trichopoda), эндемик Новой Каледонии, одно из наиболее древних цветковых растений, сохранившихся до наших дней. Отделившись от других цветковых растений 130 миллионов лет назад, амборелла с тех пор изменилась весьма незначительно, что можно объяснить относительной изолированностью экосистемы Новой Каледонии

Предки покрытосеменных и гнетовых дивергировали в триасе (220—202 миллионов лет назад). Первые отпечатки растений с признаками покрытосеменных обнаружены в пластах среднего юрского периода (170 млн лет назад), но это были довольно малочисленные и примитивные формы. Древнейшими покрытосеменными являются растения из группы нимфейных. Следы широкого развития и распространения покрытосеменных появились в палеонтологической летописи в период среднего мела (около 100 миллионов лет назад). Но уже в позднем мелу покрытосеменные оказались доминирующей формой растительной жизни, и во многих фоссилиях узнаются представители современных семейств (например, бук, дуб, клён и магнолия).
Одно из важнейших направлений эволюции растительного царства — приспособление к изменчивым условиям наземной жизни. Цветковые растения являются ярчайшим выражением этой линии и доминируют на земной поверхности в данную эпоху.
Широчайшее географическое разнообразие сочетается с разнообразием форм и способов роста. Ряска, покрывающая поверхность пруда, представляет собой крошечный зелёный побег с простым корешком, вертикально погружённым в воду, и с очень нечёткими листиками и частями стебля. С другой стороны, лесное дерево в течение столетий развивало свою сложную систему стволов и ветвей, покрытых бесчисленными веточками и листвой, а под землёй соответствующую площадь занимает мощная, хорошо развитая корневая система. Между этими двумя крайностями — огромное количество промежуточных форм: водные и земные травы, ползучие, прямостоящие или карабкающиеся, кусты и деревья, — демонстрируют гораздо большее разнообразие, чем представители другого отдела семенных растений — Голосеменные.
Известны многочисленные водные покрытосеменные растения, они в изобилии встречаются в долинах рек и чистых озёрах, в меньшем количестве — в солёных озёрах и морях. Однако такие водные покрытосеменные не являются примитивными формами, а возникли путём приспособления наземного предка к водной среде.

## Систематическое положение
Цветковые растения обычно рассматриваются как отдел. Так как эта систематическая категория более высокого ранга, чем семейство, есть определённая свобода в выборе названия. Статья 16 Международного кодекса ботанической номенклатуры позволяет использовать как и традиционные исторические названия, так и название, образованное от рода. Официальное униноминальное название этого таксона — Magnoliophyta, от названия рода Magnolia. Но традиционно укоренились такие имена, как Angiospermae и Anthophyta (цветковые растения).
В классификации APG IV (2016) Клада Цветковые растения англ. Angiosperms является высшим (базальным, исходным) рангом, который рассматривается в рамках этой системы.

## Классификация

### История понятия
Ботанический термин «Angiospermae» предложил Пауль Герман в 1690 году, термин был составлен из греческих слов ἀγγεῖον (вместилище, сосуд, полость) и σπέρμα (семя). Так Герман называл один из главнейших отделов растительного царства, включавший в себя растения, обладающие заключёнными в капсулы семенами. Gymnospermae же по Герману являлись цветковыми растениями, чей шизокарпичный или единственный цельный плод считались семенами с отсутствующими покровами. Сам термин и его антоним были подхвачены Карлом Линнеем, который использовал их в похожем, но более ограниченном смысле — для названий порядков своего класса Двусильных (Didynamia). В своём современном значении эти термины начали использоваться после того как Роберт Броун в 1827 году установил существование истинно голых семязачатков у Cycadeae и Coniferae, присвоив им название «Gymnospermae». С этого времени термин «Angiospermae» стал использоваться различными авторами, иногда с разными вариациями, для обозначения одной из подгрупп в пределах двудольных растений (разделение «явнобрачных» растений на бессемядольные, однодольные и двудольные получило широкое распространение несколько раньше).
Однако, после того как Вильгельм Хофмейстер описал процессы, происходящие в зародышевом мешке цветковых растений (1851 год), и сопоставил их с оплодотворением тайнобрачных, стало ясно, что Gymnospermae представляют собой группу, совершенно отличную от Angiospermae. В результате понятие «покрытосеменные» постепенно стали рассматривать как синоним понятия «цветковые», и, соответственно, двудольные (Magnoliopsida, или Dicotyledones) и однодольные (Liliopsida, или Monocotyledones) — как подгруппы в составе Angiospermae. В этом значении понятие «покрытосеменные» (Angiospermae) используется и по сей день.
Благодаря постоянному пересмотру взглядов на родство цветковых растений, внутренняя систематика этой группы подвергалась и подвергается изменениям. Две широко используемые, хотя и несколько устаревшие, системы цветковых растений — система Тахтаджяна и система Кронквиста, не отражают филогению таксона. Таким образом, классификация цветковых растений сейчас активно дорабатывается и исправляется, наиболее современной и общепризнанной в настоящее время является система, предложенная Группой филогении покрытосеменных (APG) по состоянию на 2016 год — APG IV.
Отдел цветковых растений традиционно подразделялся на 2 класса — Magnoliopsida (двудольные) от названия рода Magnolia и Liliopsida (однодольные) от названия рода Lilium. Использовались также и традиционные названия этих таксонов — Dicotyledones и Monocotyledones, происхождение которых связано с тем, что представители Dicotyledones обычно имеют две семядоли в семени (у некоторых видов может быть одна, три или четыре), тогда как у представителей Monocotyledones семядоля всегда одна. В системе APG указанные классы не выделяются.
Имеется целый ряд различных систем классификации цветковых растений. Классы двудольных и однодольных могут подразделяться на подклассы, те, в свою очередь, на порядки (иногда объединяемые в надпорядки), семейства, роды и виды со всеми промежуточными категориями. В системе APG традиционные ранги выше порядка отсутствуют, вместо них используются группы (клады) без уточнения иерархического положения.

### Класс Двудольные
В классе Двудольные (Magnoliopsida, или Dicotyledones) описано 8 подклассов, 128 порядков, 418 семейств, приблизительно 10 000 родов и около 199 000 видов растений.
Выделяют подклассы (клады):
- Подкласс 1. Magnoliidae — Магнолииды,
- Подкласс 2. Hamamelididae — Гамамелидиды (Хамамелидиды),
- Подкласс 3. Caryophyllidae — Кариофиллиды,
- Подкласс 4. Dilleniidae — Дилленииды,
- Подкласс 5. Rosidae — Розиды,
- Подкласс 6. Asteridae — Астериды,
- Подкласс 7. Ranunculidae — Ранункулиды,
- Подкласс 8. Lamiidae — Ламииды[8].

### Класс Однодольные
В класс однодольных растений (Liliopsida, или Monocotyledones) включаются 4 подкласса, 37 порядков, около 125 семейств, более 3000 родов и около 59 000 видов.
Выделяют подклассы:
- Подкласс 1. Alismatidae — Частуховые (Алисматиды),
- Подкласс 2. Liliidae — Лилииды,
- Подкласс 3. Commelinidae — Коммелиновые (Коммелиниды),
- Подкласс 4. Arecidae — Пальмовые (Арециды)[8].

### Клада Angiosperms в APG IV
В группу «Цветковые растения» в Системе классификации APG IV (2016) включаются следующие дочерние клады (порядки, входящие в состав клад, в списке не приведены, полная кладограмма включена в статью APG IV):
клада Цветковые растения (англ. Angiosperms)
клада Магнолииды (англ. Magnoliids)
клада Монокоты (англ. Monocots)
клада Коммелиниды (англ. Commelinids)
клада Эвдикоты (англ. Eudicots)
клада Суперрозиды (англ. Superrosids)
клада Розиды (англ. Rosids)
клада Фабиды (англ. Fabids)
клада Мальвиды (англ. Malvids)
клада Суперастериды (англ. Superasterids)
клада Астериды (англ. Asterids)
клада Кампанулиды (англ. Campanulids)
клада Ламииды (англ. Lamiids)

## Филогения
Предполагается, что Однодольные эволюционно более прогрессивны, чем двудольные.

## Реликтовые представители покрытосеменных
Некоторые из наиболее примитивных представителей ныне живущих двудольных сохранили архаичное строение проводящей системы, тычинок, пыльцевых зёрен, плодолистиков и других органов.
Часть видов семейства Винтеровые (Winteraceae), роды троходендрон (Trochodendron) и тетрацентрон (Tetracentron), по строению проводящей системы мало чем отличаются от примитивных представителей голосеменных. У них отсутствуют проводящие сосуды во всех органах, их роль выполняют трахеиды.
Другие демонстрируют архаичное строение цветка, в частности примитивные строение тычинок; особенно заметное у таких растений, как дегенерия (Degeneria vitiensis), гальбулимима (Galbulimima) и ряда представителей магнолиевых и винтеровых.
Настоящими «живыми ископаемыми» являются представители родов амборелла (Amborella), дегенерия (Degeneria), австробэйлия (Austrobaileya), буббия (Bubbia), эвпоматия (Eupomatia).